# Afpersing
Afpersing is een bijzondere vorm van diefstal met geweld of bedreigingen. Het onderscheid bestaat erin dat de dader van dit misdrijf de goederen niet wegneemt maar doet afgeven, als gevolg van geweld of bedreiging.
Het betreft hier overhandigen van gelden, waarden, roerende voorwerpen, schuldbrieven, biljetten, promessen, kwijtingen, ofwel de ondertekening of de afgifte van enig stuk dat een verbintenis, beschikking of schuldbevrijding inhoudt of teweegbrengt (artikel 470 Belgisch Strafwetboek). Het wordt gestraft alsof de dader een diefstal met geweld of bedreiging had gepleegd.
In het dagelijkse spraakgebruik wordt afpersing vaak als synoniem voor chantage gebruikt: het onwettig afdwingen van iets door bedreiging met openbaarmaking van ware of verzonnen feiten die de goede naam schade kunnen doen. In juridische zin (voor het Nederlandse Strafrecht) valt dit echter onder het delict afdreiging.
| Wet(boek)    | Strafrecht |
| Artikel      | 317 |
| Omschrijving | 1. Hij die, met het oogmerk om zich of een ander wederrechtelijk te bevoordelen, door geweld of bedreiging met geweld iemand dwingt hetzij tot de afgifte van enig goed dat geheel of ten dele aan deze of aan een derde toebehoort, hetzij tot het aangaan van een schuld of het tenietdoen van een inschuld, hetzij tot het ter beschikking stellen van gegevens, wordt, als schuldig aan afpersing, gestraft met gevangenisstraf van ten hoogste negen jaren of geldboete van de vijfde categorie. |

| Wet(boek)    | Strafwetboek |
| Artikel      | 470 |
| Omschrijving | Met de straffen, bij het artikel 468 bepaald, wordt gestraft alsof hij een diefstal met geweld of bedreiging had gepleegd, bij die met behulp van geweld of bedreiging afperst, hetzij gelden, waarden, roerende voorwerpen, schuldbrieven, biljetten, promessen, kwijtingen, hetzij de ondertekening of de afgifte van enig stuk dat een verbintenis, beschikking of schuldbevrijding inhoudt of teweegbrengt. |

## Wetgeving in Rusland
Afpersing wordt in het Russisch Strafwetboek omschreven als de eis om anderen hun eigendom(srecht) moet worden overgedragen of dat anderen met betrekking tot eigendom handelingen moeten stellen onder de dreiging van geweld ten aanzien van anderen hun eigendom of onder het dreigen van het lekken van informatie die het slachtoffer of zijn familielid in een negatief daglicht zet en substantiële schade kan aanbrengen aan hun rechtmatige belangen. Afpersing wordt bestraft met een gevangenisstraf van 6 maanden tot 4 jaar of door strafarbeid tot 4 jaar met een gevangenisstraf tot 2 jaar. Deze tweejarige gevangenisstraf kan echter worden vervangen door een geldboete tot 80.000 roebel of het loon van de veroordeelde of enig ander inkomen voor een periode tot 6 maanden. De rechter kan ook beslissen geen geldboete op te leggen.

## Voorbeelden
- Overvallen van een bankkantoor en eisen van de bediende om het geld te overhandigen.